# Golpe al corazón
Golpe al corazón è una telenovela argentina, prodotta da Enrique Estevanez, trasmessa su Telefe dall'11 settembre 2017 al 2 marzo 2018. La serie ha per protagonisti Sebastián Estevanez e Eleonora Wexler, co-protagonisti  Miguel Ángel Rodríguez,  Viviana Saccone, Victorio D'Alessandro e  María del Cerro, e per antagonisti Ramiro Blas, Manuela Pal, Claudia Lapacó, Sabrina Rojas, Facundo Espinosa e Esteban Pérez.

## Trama
Rafael Farías (Sebastián Estevanez) è un pugile che, dopo aver perso la moglie in un incidente automobilistico, diventa infermiere. Il destino lo fa incontrare con Marcela (Eleonora Wexler), una dottoressa che ha perso la vista dopo colpi ricevuti in un tentativo di abuso. Una storia di superamento di due esseri che hanno sofferto nella vita e che cercheranno di guarire le loro ferite insieme. Un racconto appassionato di incontri e di disaccordi, di amori e di odi dove i protagonisti avranno la speranza come bandiera per continuare con la propria vita. Insieme scopriranno che l'amore è in grado di guarire anche il dolore più immenso.

## Personaggi

### Personaggi principali
- Rafael "El Toro" Farías, interpretato da Sebastián Estevanez
- Marcela Ríos, interpretata da Eleonora Wexler
- Pedro Palacio, interpretato da Miguel Ángel Rodríguez
- María Catalina, interpretata da Viviana Saccone

### Personaggi secondari
- Chuna Mansilla, interpretata da Claudia Lapacó
- Grace, interpretata da Georgina Barbarossa
- Javier Mansilla, interpretato da Ramiro Blas
- Marta Medina, interpretata da Julia Calvo
- Santiago Medina, interpretato da Victorio D'Alessandro
- Willy, interpretato da Marcelo De Bellis
- Lucrecia, interpretata da María del Cerro
- Erika Martín, interpretata da Manuela Pal
- Nancy, interpretata da Natalia Lobo
- Diego Armando "Peti" Figueroa, interpretato da Stéfano de Gregorio
- Leandro, interpretato da Facundo Espinosa
- Celeste Farías, interpretata da Johanna Francella
- Evelina Mansilla, interpretata da Laura Laprida
- Joaquín Palacio, interpretato da Franco Pucci
- Julieta, interpretata da Sabrina Rojas
- Alejo Ríos, interpretato da Julián Serrano
- Francisco Di Cesare, interpretato da Germán Kraus

## Puntate
| Stagione       | Puntate | Prima TV Argentina |
| -------------- | ------- | ------------------ |
| Prima stagione | 105     | 2017               |

## Distribuzioni internazionali
| Paese   | Canale/i       | Prima TV assoluta | Titolo           |
| ------- | -------------- | ----------------- | ---------------- |
| Uruguay | Monte Carlo TV | 2017              | Golpe al corazón |